# 九州殊口增八
波江座47，又名BD-08 887，HD 29064、SAO 131315、HR 1451，是波江座的一颗恒星，视星等为5.11，位于銀經204.1，銀緯-34.18，其B1900.0坐标为赤經4h 29m 22.6s，赤緯-8° -34.18′ 26″。